# Adolf Stieler
Adolf Stieler est un géographe et cartographe allemand, né à Gotha le 26 février 1775 et décédé dans la même ville le 13 mars 1836.

## Biographie
Après être entré dans l'administration gouvernementale de Gotha, il devient conseiller intime de régence en 1829. Il est surtout connu pour son œuvre cartographique considérable et par les progrès qu'il réalisa dans la rédaction de cartes géographiques.
Sa Carte d'Allemagne en 25 feuilles, son Atlas classique, et surtout son Atlas pratique de Stieler, rédigé en collaboration avec Reichard, sont ses œuvres les plus importantes. Ce dernier ouvrage a été plusieurs fois réédité depuis.